# بحر الهبرديس
بحر الهبريدز (بالإنجليزية: Sea of the Hebrides)‏ هو مسطح مائي يُعدّ جزءاً من المحيط الأطلسي الشمالي. يمتد بين الشواطئ الغربية لاسكتلندا وجنوب جزر الهبرديس الخارجية, ويصل أقصى عمق إلى فيه 240 متر.